# پل اوبرباوم
پل اوبرباوم (به آلمانی: Oberbaumbrücke) یکی از لندمارکهای شهر برلین است که به صورت پل دوکفه‌ای روی رودخانه شپِرِی بنا شده‌است. این پل منطقهٔ فریدرایشسهاین را به منطقهٔ کرویتسبرگ متصل می‌کند که پس از پایان جنگ جهانی دوم توسط دیوار برلین به آلمان غربی و آلمان شرقی تقسیم شده بود و در نهایت به نمادی مهم از وحدت در برلین تبدیل شد.